# 奎芳
奎芳（1868年—20世纪？），满洲正黄旗人，清朝官员，鳥槍護軍出身，歷任鳥槍護軍校、鳥槍護軍參領、江寧副都統、京口副都統，並為末任乌里雅苏台将军。

## 生平
光绪二十九年夏四月，“江寧副都统额勒春因病解职。以记名副都统奎芳为江寧副都统。 ”光绪三十年十一月甲辰，“调江寧副都统奎芳为京口副都统。镶白旗汉军副都统振格为江寧副都统。”宣统二年九月（1910年10月），“以京口副都统奎芳为乌里雅苏台将军。”
宣統三年十二月（1912年1月），在俄國驻乌里雅苏台城领事支援下，该处的札萨克图汗索特那木拉布坦发动叛乱，札萨克图汗饬令清朝乌里雅苏台将军奎芳、乌里雅苏台参赞大臣荣恩等人，限“于七日内将仓库、银、缎、军装等项，一律交蒙参赞接收，自备资斧回籍”。奎芳拒不答应，但未采取防范措施。最后俄罗斯帝国领事出面，派一队哥萨克骑兵借口保护其安全，强行将奎芳押解出境。
民国二年（1913年）三月，中华民国北京政府任命贡桑诺尔布、溥伦、载功、毓秀、奎芳、德茂管理新旧营房、城内官房事务。当时，毓秀担任正白旗蒙古都统，奎芳署镶红旗汉军都统，德茂暂管镶白旗汉军副都统。